# Kaleb Swensson-Tollin
Albert Kaleb Swensson-Tollin, född 31 mars 1868 i Lerbäck, Närke, död 21 september 1952 i Stockholm, var officer i Frälsningsarmén 1888-1905 och en av Svenska Frälsningsarméns grundare 1905.
Kalebs far (Erik Albert Svensson, 1 dec 1836, Lerbäck – 9 sep 1919, Nyköping) var en av pionjärerna i Svenska missionsförbundet, men han själv blev i tjugoårsåldern frälsningssoldat i Uppsala. Han blev tidigt frälsningsofficer. Kaleb gjorde en snabb karriär i Frälsningsarmén och redan 1893 var han divisionschef i Karlskrona med stabskaptens grad. Därefter kom han till Göteborg där han gifte sig med löjtnant Selma Engström. De blev befordrade till majorer och fick order som chefer för Helsingborgs division. 1903 befordrades de till brigadörer.
1902 började han och några andra officerare diskutera vissa behov av ändringar inom Frälsningsarméns organisation med FA:s ledning. Deras krav godtogs inte av FA:s ledning och Kaleb och ytterligare några personer blev efter en lång process avskedade 1905. Tanken var inte från början att starta ett nytt samfund och de avskedade fick chansen att återfå sina anställningar, men på grund av vissa omständigheter kom tanken på en ny "fri svensk Frälsningsarmé" att börja gro bland en del av Frälsningsarméns soldater och officerare. När denna Svenska Frälsningsarmé var en verklighet så blev Kaleb Swensson-Tollin vald att leda den och han var Svenska Frälsningsarméns överste, högsta ledare, 1905-1943.
Då Kalebs första fru Selma Fredrika Engström avled 1913 gifte han sig 1916 med Judith Vestin, som avled redan 1918. Han ingick därefter äktenskap med Anna Maria Olin 1920.
Hans psalmer finns bland annat representerade i Psalmer och sånger (P&S).

## Psalmer
- Ett baner, ett härligt, strålande av hopp (P&S nr 656) översatt före 1907
- Sjung till Jesu ära (P&S nr 662)